# MARECS 1
O MARECS 1 (também conhecido por MARECS A) foi um satélite de comunicação geoestacionário construído pela British Aerospace BAe, ele foi operado pela Agência Espacial Europeia para a Inmarsat. O satélite foi baseado na plataforma ECS-Bus e sua expectativa de vida útil era de 7 anos.

## Lançamento
O satélite foi lançado com sucesso ao espaço no dia em 20 de dezembro de 1981, por meio de um veículo Ariane 1 a partir do Centro Espacial de Kourou, na Guiana Francesa, juntamento com o satélite CAT-4. Ele tinha uma massa de lançamento de 1 060 kg.

## Capacidade
O MARECS 1 era equipado com 1 (+1) transponder em banda L e 1 (+1) em banda C.